# Norval Morrisseau

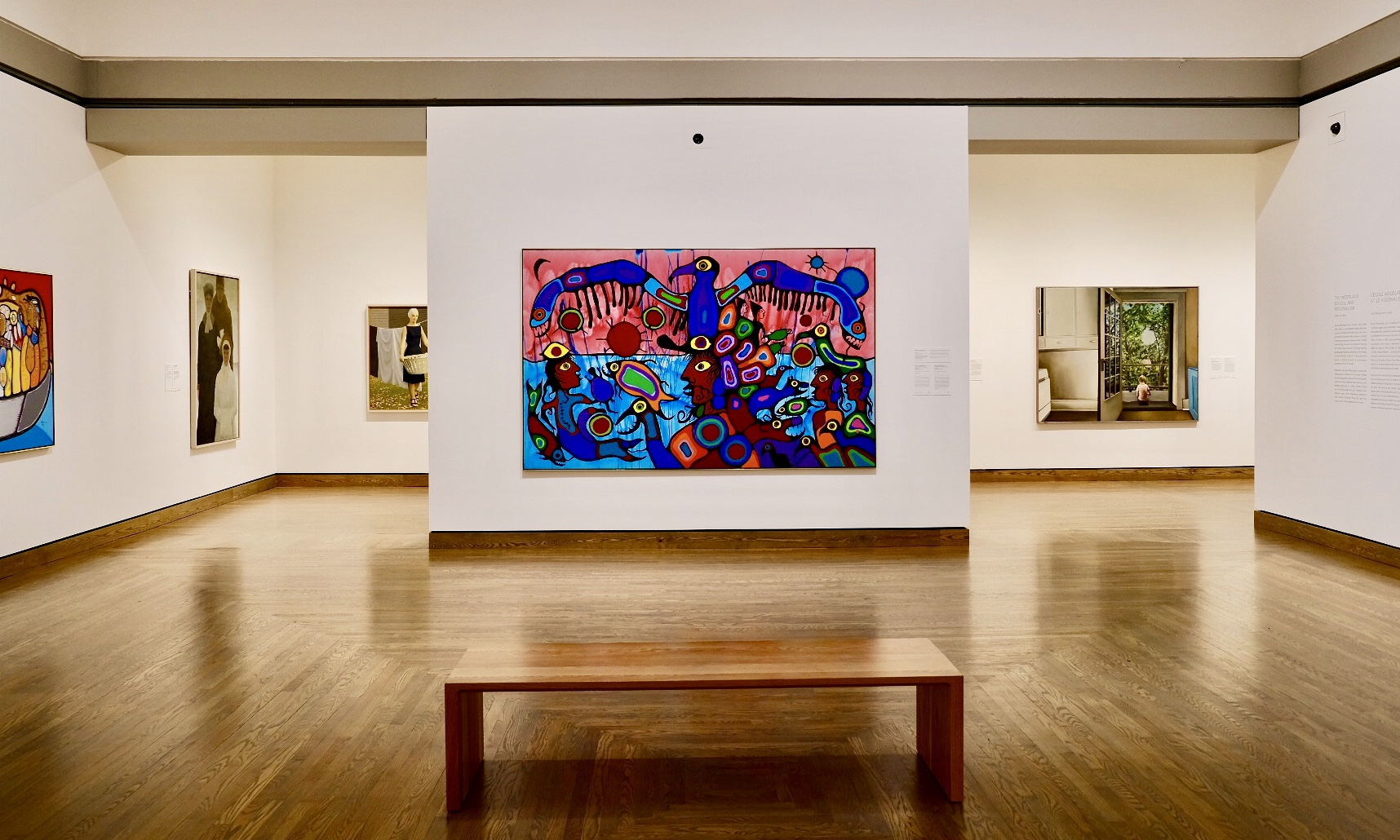
Artist and Shaman between Two Worlds, 1980, akryl på duj, 175 x 282 cm, National Gallery of Canada i Ottawa

Jean-Baptiste Norman (Norval) Henry Morrisseau (ojibwa: ᒥᐢᒁᐱᐦᐠ ᐊᓂᒥᐦᑮ  Miskwaabik Animikii), född 1932 i Beardmore i Ontario i Kanada, död 2007 i Toronto, var en kanadensisk målare av urfolksnationen Bingwi Neyaashi Anishinaabek.  Han signerade sin konst med artistnamnet ᐅᓴᐘᐱᑯᐱᓀᓯ ("Copper Thunderbird").
Norval Morrisseau föddes 1931 som det äldsta av fem barn till Grace Theresa Nanakonagos och Abel Morrisseau och växte upp hos sina morföräldrar Veronique Nanakonagos och Moses Potan Nanakonagos på dåvarande indianreservatet Sand Point vid stranden av Lake Nipigon i Ontario. Han tog del av Anishinaabefolkens andliga kultur genom morfadern, som var shaman.
Vid omkring 23 års ålder ådrog han sig 1956 tuberkolos och vårdades på sanatorium i Fort William, där han träffade sin blivande fru Harriet Kakegamic. Paret bosatte sig i Beardmore, där han delvis försörjde sig med målning. Senare arbetade han från omkring 1958 i en guldgruva i Cochenour i Ontario. Där kom han i kontakt med konstintresserade köpare och andra konstnärer.
Han debuterade för en nationell publik med en separatutställning på Galerie Jack Pollock i Toronto 1962. År 2006 hölls en stor retrospektiv utställning på National Gallery of Canada i Ottawa.
Norval Morrisseau var självlärd som konstnär och startade den så kallade Woodland-skolan. Han tillhörde konstnärsgruppen "Professional Native Indian Artists Inc" som bildades 1973 av Daphne Odjig i Winnipeg och som också kallades "Indian Group of Seven". 
Norval Morrisseau gifte sig i slutet av 1950-talet med Harriet Kakegamic och hade sju barn.